# Оливер Андонов
Оливер Андонов (на македонска литературна норма: Оливер Андонов) е политик от Република Македония.

## Биография
Роден е през 1971 г. в Скопие. Завършва основно образование в Крива Паланка и Военно училище в Сараево през 1989 г. Завършва за бакалавър от Института за отбрана и Философския факултет на Скопския университет. През 2007 г. завършва магистратура, а през 2010 г. защитава дисертация. Изпълнява длъжността министър на вътрешните работи в правителството на Емил Димитриев за 1 ден, а след това е заместник-министър на вътрешните работи.